# Primeira Liga 2005-2006
La Primeira Liga 2005-2006, nota come Liga betandwin.com 2005-2006 per ragioni di sponsorizzazione, è stata la 72ª edizione della massima serie del campionato portoghese di calcio. Il campionato è iniziato il 19 agosto 2005 ed è terminato il 7 maggio 2006.
Il campionato è stato vinto del Porto per la 21ª volta nella sua storia. Il capocannoniere del torneo è stato Meyong del Belenenses, con 17 reti segnate. Il Penafiel, il Vitória Guimarães, il Rio Ave e il Gil Vicente sono stati retrocessi in Segunda Liga per ridurre il numero di squadre da 18 a 16.

## Stagione

### Novità
Dalla precedente stagione sono stati retrocessi il Moreirense, il Beira-Mar e l'Estoril Praia. Sono stati promossi dalla Segunda Liga l'Estrela Amadora, il Paços de Ferreira e il Naval.

### Formato
Le 18 squadre partecipanti si affrontano in un girone di andata e ritorno, per un totale di 34 giornate.

La squadra campione di Portogallo e la seconda classificata hanno il diritto a partecipare alla fase a gironi della UEFA Champions League 2006-2007.

La squadra classificata al terzo posto è ammessa al terzo turno di qualificazione della UEFA Champions League 2006-2007.

Le squadre classificate al quarto e al quinto posto sono ammesse al primo secondo turno della Coppa UEFA 2006-2007, assieme alla squadra vincitrice della Taça de Portugal 2005-2006.

La squadra classificata al sesto posto è ammessa alla Coppa Intertoto 2006.

Le squadre classificate agli ultimi quattro posti (dal 15º al 18º posto) retrocedono in Segunda Liga.

### Avvenimenti
Nel corso della seconda parte della stagione la FPF ha investigato sulla posizione del calciatore angolano Mateus del Gil Vicente. Al termine delle indagini è stato stabilito che la posizione non era regolare, di conseguenza il Gil Vicente è stato retrocesso a tavolino. Il Belenenses, che si era classificato al 15º posto, è stato ripescato in Primeira Liga.

## Squadre partecipanti
| Club              | Città             | Stadio                              | Risultato Stagione 2004-2005 |
| ----------------- | ----------------- | ----------------------------------- | ---------------------------- |
| Académica         | Coimbra           | Stadio Città di Coimbra             | 14º posto in Primeira Liga   |
| Belenenses        | Lisbona           | Estádio do Restelo                  | 9º posto in Primeira Liga    |
| Benfica           | Lisbona           | Estádio da Luz                      | Campione del Portogallo      |
| Boavista          | Porto             | Estádio do Bessa Século XXI         | 6º posto in Primeira Liga    |
| Braga             | Braga             | Stadio comunale di Braga            | 4º posto in Primeira Liga    |
| Estrela Amadora   | Amadora           | Estádio José Gomes                  | 3º posto in Segunda Liga     |
| Gil Vicente       | Barcelos          | Estádio Cidade de Barcelos          | 13º posto in Primeira Liga   |
| Marítimo          | Funchal           | Estádio dos Barreiros               | 7º posto in Primeira Liga    |
| Nacional          | Funchal           | Estádio da Madeira                  | 12º posto in Primeira Liga   |
| Naval             | Figueira da Foz   | Estádio Municipal José Bento Pessoa | 2º posto in Segunda Liga     |
| Paços Ferreira    | Paços de Ferreira | Estádio da Mata Real                | 1º posto in Segunda Liga     |
| Penafiel          | Penafiel          | Estádio Municipal 25 de Abril       | 11º posto in Primeira Liga   |
| Porto             | Porto             | Estádio do Dragão                   | 2º posto in Primeira Liga    |
| Rio Ave           | Vila do Conde     | Estádio do Rio Ave FC               | 8º posto in Primeira Liga    |
| Sporting Lisbona  | Lisbona           | Stadio José Alvalade                | 3º posto in Primeira Liga    |
| União Leiria      | Leiria            | Estádio Dr. Magalhães Pessoa        | 15º posto in Primeira Liga   |
| Vitória Guimarães | Guimarães         | Estádio D. Afonso Henriques         | 5º posto in Primeira Liga    |
| Vitória Setúbal   | Setúbal           | Estádio do Bonfim                   | 10º posto in Primeira Liga   |

## Classifica finale
|  | Pos. | Squadra           | Pt | G  | V  | N  | P  | GF | GS | DR  |
|  | ---- | ----------------- | -- | -- | -- | -- | -- | -- | -- | --- |
|  | 1.   | Porto             | 79 | 34 | 24 | 7  | 3  | 54 | 16 | +38 |
|  | 2.   | Sporting Lisbona  | 72 | 34 | 22 | 6  | 6  | 50 | 24 | +26 |
|  | 3.   | Benfica           | 67 | 34 | 20 | 7  | 7  | 51 | 29 | +22 |
|  | 4.   | Braga             | 58 | 34 | 17 | 7  | 10 | 38 | 22 | +16 |
|  | 5.   | Nacional          | 52 | 34 | 14 | 10 | 10 | 40 | 32 | +8  |
|  | 6.   | Boavista          | 50 | 34 | 12 | 14 | 8  | 37 | 29 | +8  |
|  | 7.   | União Leiria      | 47 | 34 | 13 | 8  | 13 | 44 | 42 | +2  |
|  | 8.   | Vitória Setúbal   | 46 | 34 | 14 | 4  | 16 | 28 | 33 | -5  |
|  | 9.   | Estrela Amadora   | 45 | 34 | 12 | 9  | 13 | 31 | 33 | -2  |
|  | 10.  | Marítimo          | 44 | 34 | 10 | 14 | 10 | 38 | 37 | +1  |
|  | 11.  | Paços Ferreira    | 42 | 34 | 11 | 9  | 14 | 38 | 49 | -11 |
|  | 12.  | Gil Vicente       | 40 | 34 | 11 | 7  | 16 | 37 | 42 | -5  |
|  | 13.  | Naval             | 39 | 34 | 11 | 6  | 17 | 35 | 48 | -13 |
|  | 14.  | Académica         | 39 | 34 | 10 | 9  | 15 | 37 | 48 | -11 |
|  | 15.  | Belenenses        | 39 | 34 | 11 | 6  | 17 | 40 | 42 | -2  |
|  | 16.  | Rio Ave           | 34 | 34 | 8  | 10 | 16 | 34 | 53 | -19 |
|  | 17.  | Vitória Guimarães | 34 | 34 | 8  | 10 | 16 | 28 | 41 | -13 |
|  | 18.  | Penafiel          | 15 | 34 | 2  | 9  | 23 | 21 | 61 | -40 |

Legenda:

      Campione del Portogallo e ammessa alla UEFA Champions League 2006-2007

      Ammesse alla UEFA Champions League 2006-2007

      Ammesse alla Coppa UEFA 2006-2007

      Retrocessa in Segunda Liga 2006-2007

Tre punti a vittoria, uno a pareggio, zero a sconfitta.
La classifica viene stilata secondo i seguenti criteri:
- Punti conquistati
- Punti conquistati negli scontri diretti
- Differenza reti negli scontri diretti
- Reti realizzate in trasferta negli scontri diretti
- Differenza reti generale
- Partite vinte
- Reti totali realizzate
- Spareggio

## Statistiche

### Classifica marcatori
| Gol |  |  | Giocatore         | Squadra           |
| --- |  |  | ----------------- | ----------------- |
| 17  |  |  | Albert Meyong     | Belenenses        |
| 15  |  |  | Nuno Gomes        | Benfica           |
| 15  |  |  | Liédson           | Sporting Lisbona  |
| 15  |  |  | João Tomás        | Braga             |
| 14  |  |  | André Pinto       | Nacional          |
| 13  |  |  | Joeano            | Académica         |
| 12  |  |  | Marek Saganowski  | Vitória Guimarães |
| 10  |  |  | Alexandre Goulart | Nacional          |
| 10  |  |  | Lucho González    | Porto             |
| 10  |  |  | Gaúcho            | Rio Ave           |

## Verdetti finali
- Porto campione di Portogallo 2005-2006 e ammesso alla fase a gironi della UEFA Champions League 2006-2007.
- Sporting CP ammesso alla fase a gironi della UEFA Champions League 2006-2007.
- Benfica qualificato al terzo turno preliminare della UEFA Champions League 2006-2007.
- Braga, Nacional e Vitória de Setúbal qualificati al primo turno della Coppa UEFA 2006-2007.
- Gil Vicente, Rio Ave, Vitória Guimarães e Penafiel retrocessi in Segunda Liga 2006-2007.